# Краљ диносауруса
Краљ диносауруса или Краљ диносаура (јап. 古代王者恐竜キング, Kodai Ōja Kyōryū Kingu) јапанска је аркадна карташка игра из 2005. године. 
Игрица је 2006. године адаптирана у мангу, а 2007. у аниме од две сезоне. Прву сезону су на српски синхронизовали Хепи (2008) и студио Лаудворкс (2012).

## Синопсис

### Игрица
Прича се мења са сваком новом верзијом игрице, али у суштини гласи: Палеонтолог др Спајк Тејлор (јап. Кенрју Кодај) је заједно са својим сином Максом (јап. Рјута) отишао на ископавање у Африци. Макс открива камене плоче, и чује плач диносауруса. Зли вођа Алфа банде је извукао диносаурусе из прошлости како би освојио свет. Макс одлучује да га заустави и скупи све диносаурусе.

### Аниме
Једног дана, с неба пада метеор. Макс Тејлор и његови пријатљи Рекс и Зои (јап. Малм) одлазе да виде шта се десило. Налазе стене, урезане симболима за муњу, ветар и траву, као и картицу са представом трицератопса. Макс случајно активира картицу, и из ње израња прави диносаурус. Зли тим Алфа жели да поврати све картице, односно диносаурусе, како би завладао светом.

## Франшиза

### Игрица
Дигиталну карташку игрицу Краљ диносауруса произвела је 2005. године комpaнија Сега, испрва за аркадне машине, а две године касније и за конзолу Nintendo DS.
Компаније Upper Deck Company је 2008. године произвела физичку карташку игру базирану на серијалу. Исте године изашла је још једна Nintendo DS игрица базирана на аниме адаптацији.

### Манга
Игрица је прозивела мангу коју је написао и илустровао Јохеј Сакај. Серијализовала се од фебруара 2006. до октобра 2007. у Шогакукановој манга ревији CoroCoro Comic. Поглавља су сакупљена у два тома; први је изашао 27. октобра 2006., а други 28. новембра 2007. године.

### Аниме
Серијал је такође адаптиран у аниме од две сезоне, обе настале у продукцији студија Санрајз. Прва сезона (古代王者恐竜キング Dキッズ・アドベンチャー, Kodai Ōja Kyōryū Kingu Dī Kizzu Adobenchā), сачињена од 49 епизода, оригинално се емитовала од 4. фебруара 2007. до 27. јануара 2008. године у Јапану. Друга сезона, Краљ диносауруса: Легенда птеросаура (古代王者恐竜キング Dキッズ・アドベンチャー翼龍伝説, Kodai Ōja Kyōryū Kingu Dī Kizzu Adobenchā: Yokuryū Densetsu), емитовала се од 3. фебруара до 31. августа 2008. године, са укупно 30 епизода.
У Србији, прва сезона је синхронизована два пута. Прву синхронизацију, из 2008. године, радио је Хепи ТВ. Серија се емитовала на каналу Синеманија. Епизоде 1-12 и 37-49 распоређене су на осам ДВД-јева, с тим да се одређене епизоде појављују на више ДВД издања. Другу синхронизацију, из 2012. године, радио је студио Лаудворкс. Епизоде су се емитовале на каналима Ултра, Пинк 2, и Пинк супер кидс као „Краљ диносаура“. Обе синхронизације користиле су америчку верзију за основу, с тим да је само Облакодер превео њихову уводну шпицу на српски језик. Хепијева синхронизација је користила само инструментал. Друга сезона није синхронизована.

#### Улоге
| Име лика               | Српски глас (Хепи, 2008) | Српски глас (Лаудворкс, 2012) |
| ---------------------- | ------------------------ | ----------------------------- |
| Макс                   | Срђан Јовановић          | Слободан Стефановић           |
| Рекс                   | Синиша Убовић            | Јован Поповић                 |
| Зои                    | Мариана Аранђеловић      | Александра Томић              |
| Урсула, др Рис Дрејк   | Јелена Стојиљковић       | Андријана Оливерић            |
| Сет, Зандер            | Лако Николић             | Марко Марковић                |
| Др Зи                  | Синиша Убовић            | Синиша Убовић                 |
| Род                    | Синиша Убовић            | Милан Тубић                   |
| Др Тејлор              | (непознато)              | Милан Чучиловић               |
| Ед, Хелга              | (непознато)              | Томаш Сарић                   |
| Лаура/Лори, Аки Тејлор | (непознато)              | Јелена Ђорђевић               |
| Др. Овен (Рексов тата) | (непознато)              | Милан Антонић                 |

## Спољашњи извори
- Званични сајт